# پردراگ جوکیچ
پردراگ جوکیچ (سیریلیک صربی: Предраг Јокић؛ زادهٔ ۳ فوریهٔ ۱۹۸۳) بازیکن واترپلو اهل مونته‌نگرو است.